# Зелений Луг (Воронезька область)
Зелений Луг (рос. Зелёный Луг) — селище у Бобровському районі Воронезької області Російської Федерації.
Населення становить 0 осіб (2010). Входить до складу муніципального утворення міське поселення місто Бобров.

## Історія
Населений пункт розташований у межах українського історико-культурного регіону Східної Слобожанщини. Від 1928 року належить до Бобровського району, спочатку в складі Центрально-Чорноземної області, а від 1934 року — Воронезької області.
Згідно із законом від 15 жовтня 2004 року входить до складу муніципального утворення міське поселення місто Бобров.

## Населення
| 2000 | 2005 | 2010 |
| ---- | ---- | ---- |
| 0    | →0   | →0   |